# Кардо-Сысоев, Алексей Фёдорович
Алексе́й Фёдорович Кардо́-Сысо́ев (род. 7 июня 1941 года, гор. Ленинград) — советский и российский физик, специалист в области физики мощных быстродействующих полупроводниковых приборов и импульсной электроники, доктор наук. Лауреат Госпремии СССР (1987). Главный научный сотрудник-консультант ФТИ РАН в Санкт-Петербурге.

## Ранние годы, образование
Принадлежит к роду Кардо-Сысоевых. Мать, Елена Константиновна Кардо-Сысоева, — биолог, доктор биологических наук. Дед, Константин Николаевич Кардо-Сысоев, — хирург-офтальмолог, доктор медицины, умер в Ленинграде в 1942 году. В 1942 году после смерти деда Алексей вместе с семьёй был эвакуирован из блокадного Ленинграда.
В 1958 году окончил среднюю школу № 1 гор. Салехарда. В 1964 году окончил Ленинградский электротехнический институт (ЛЭТИ) им. В. И. Ульянова (Ленина).

## Профессиональная карьера
По завершении обучения в вузе три года работал инженером в Ленинградском институте телевидения.
С 1967 года — сотрудник  Физико-технического института (ФТИ) им. А. Ф. Иоффе. Доктор физико-математических наук (1988). Работа А. Ф. Кардо-Сысоева в ФТИ в основном связана с лабораторией мощных полупроводниковых приборов. В настоящее время занимает должность главного научного сотрудника-консультанта в этой лаборатории.

## Научная деятельность и достижения
Проводит исследования в области сверхбыстрых процессов накопления и рассасывания электронно-дырочной плазмы в мощных высоковольтных полупроводниковых приборах, импульсной полупроводниковой схемотехнике. Один из создателей нового научно-технического направления — мощной импульсной полупроводниковой электроники нано- и субнано- секундного диапазона.
Экспериментально обнаружил эффект задержанного ударно-ионизационного пробоя высоковольтных p-n переходов (совместно с И. В. Греховым). На основе этого эффекта были созданы такие импульсные ударно-ионизационные переключатели субнаносекундного диапазона, как кремниевые диодные обострители импульсов и динисторы с быстрой ионизацией. В англоязычной литературе эти приборы стали известны под названиями Silicon Avalanche Sharpening diode (SAS), Fast Ionization Dynistor (FID). Появление SAS-диода увеличило мощность, коммутируемую полупроводниковыми приборами в субнаносекудном диапазоне, сразу на 4 порядка. Разработал дрейфовый диод с резким восстановлением — мощный импульсный переключатель наносекундного диапазона.
Разработки SAS-диода и ДДРВ сформировали элементную базу мощной импульсной полупроводниковой электроники субнаносекундного диапазона. Это позволило создать компактные высокоэффективные генераторы высоковольтных импульсов, к настоящему времени коммерциализированные.
Автор свыше 100 научных публикаций. Избранные работы:
- Grekhov I. V., Kardo-Sysoev A. F. Subnanosecond current drops in delayed breakdown of silicon p-n junctions // Sov. Tech. Phys. Lett.  — 1979 — vol. 5 — no. 8 — p. 395.
- Grekhov I. V., Kardo-Sysoev A. F., Kostina L. S., Shenderey S. V. High-power Subnanosecond Switch // Electronics Letters — 1981 — vol. 17 — no. 12 — p. 422 — DOI: http://dx.doi.org/10.1049/el:19810293.
- Grekhov I. V., Efanov V. M., Kardo-Sysoev A. F., Shenderey S. V. Power Drift Step Recovery Diodes (DSRD) // Solid-State Electronics — 1985 — vol. 28 — no. 6 — pp. 597–599 — DOI: 10.1016/0038-1101(85)90130-3.
- Kardo-Sysoev A. F. New Power Semiconductor Devices for Generation of Nano- and Subnanosecond Pulses // in Ultra-Wideband Radar Technology, ed. J. D. Taylor — CRC Press — 2000 — ISBN 849342678 — pp. 205–290.

## Признание и награды
Лауреат Государственной премии СССР 1987 года «За разработку новых принципов коммутации больших мощностей полупроводниковыми приборами».